# Kanake (Mythologie)
Kanake (altgriechisch Κανάκη Kanákē) war in der griechischen Mythologie eine Tochter von Aiolos, dem Stammvater der Aioler (nicht zu verwechseln mit dem von Zeus eingesetzten Verwalter der Winde), und Enarete sowie eine Geliebte von Poseidon. Ihre Brüder waren nach der Bibliotheke des Apollodor Athamas, Kretheus, Deioneus, Magnes, Perieres, Salmoneus und Sisyphos. In den Eoien des Hesiod finden sich alle bis auf Magnes, auch wenn fast alle Namen konjiziert sind; allerdings lässt eine Lacuna erkennen, dass auch hier sieben Brüder angeführt werden. Ihre Schwestern hießen Alkyone, Arne, Kalyke, Peisidike, und Perimele. Diodor kennt darüber hinaus noch einen Bruder Mimas und Pausanias die beiden Schwestern Arne und Tanagra. Mit Poseidon zeugte sie fünf Kinder: Aloeus, Epopeus, Hopleus, Nireus und Triopas.
Ab welcher Zeit ein Bruder Makareus als Teil des Mythos hinzutrat, ist nicht gesichert: Spätestens aber im Aiolos (423 v. Chr.) des Euripides ist diese Rolle zu finden. Mit diesem Bruder pflegte Kanake eine Liebesbeziehung: Als ihr Vater die Töchter und Söhne per Losentscheid verheiraten wollte, war sie schon von ihrem Bruder schwanger. Weil es Kanake nicht gelungen war, das Kind abzutreiben, tötete es ihr Vater nach der Geburt (angeblich ließ er es Hunden und Vögeln zum Fraß vorwerfen) und zwang Kanake, sich mit einem Schwert, welches er ihr zukommen ließ, selbst umzubringen. Makareus beging daraufhin auch Selbstmord.
Im Brief XI von Ovids Heroides schreibt Kanake an Makareus und beklagt das Schicksal, vom eigenen Bruder ein Kind zu haben, sowie die grausame Entscheidung ihres Vaters.
Euripides gestaltete in Anlehnung an den Windgott, dessen Kinder miteinander verheiratet waren, das Drama Aiolos, in welchem das Motiv der Blutschande zwischen Kanake und ihrem Bruder, die beide in den Tod führt, behandelt wird.
Vom römischen Kaiser Nero wurde überliefert, dass er am liebsten die Rolle der Canace parturiens („Die gebärende Kanake“) spielte.

## Belege
1. ↑  Bibliotheke des Apollodor 1,51
2. ↑  Hesiod, Fragment 10,25–30 MW.
3. ↑  Diodor 4,67,2
4. ↑  Pausanias 9,20,1; 40,5
5. ↑  Homer, Odyssee 10,1–7
6. ↑  Dionysios von Halikarnassos, Ars rhetorica 9,11, sowie Ovid, Tristia 2,384.
7. ↑  Sueton, Nero 21; Cassius Dio 63,10